# Pavel Klodič
Pavel Klodič vitez Sabladoski, italijanski pravnik, risar in slikar slovenskega rodu, * 22. junij 1887, Trst, † 1. december 1961, Trst.

## Življenje in delo
Rodil se je v slovenski družini šolnika in pesnika Antona Klodič iz Klodiča v Beneški Sloveniji in Matilde Klodič rojene Pagliaruzzi iz Kobarida. Ljudsko šolo in gimnazijo je končal v rojstnem kraju (Trst) . Pravo je študiral na Univerzi v Gradcu, kjer je 15. julija 1910 tudi doktoriral. Po končanem študiju je bil nekaj časa v službi na sodišču, a se je kmalu zaposlil pri  cesarsko kraljevi Pomorski oblasti v Trstu, kjer je ostal do konca 1. svetovne vojne, po vojni pa je prešel k Pristaniškemu poveljstvu, kjer je ostal do upokojitve leta 1954; med zavezniško vojaško upravo je bil poveljnik tržaškega pristanišča. Zadnja leta je bil oskrbnik Pomorskega muzeja v Trstu (pobudnik tega muzeja). Tu je sestavil in izdal obširen katalog.
Ljubezen do slikarstva je prav tako podedoval kakor brat Maks. Zlasti so ga zanimale ladje in morje. Že od desetega leta dalje je vsak dan polnil risalni blok z risbami ladij, ki so pristale v tržaškem pristanišču. Narisal je večino ladij, ki so v Trstu pristale med letoma 1897 in 1961. Vsako ladjo je narisal s svinčnikom (v barvi od 1901 do 1903 in po letu 1937) na list formata 19x11 cm. Liste je dal zvezati s trdimi platnicami in z leti se je nabralo 30 zvezkov z 7.397 risbami. Zvezki so oštevilčeni od 1 do 29, med zvezkoma 8 in 9 pa je vložen poseben zvezek v katerem so narisane ladje, ki jih je videl leta 1922 na potovanju po Srednjem vzhodu. Na vsakem listu se poleg risbe nahaja še ime ladje (tudi prejšnje ali morebiti poznejše), kraj in datum zgraditve, lastnik, pristanišče v katerem je registrirana, tonaža, pri nekaterih tudi dolžina, dan morebitne potopitve in še nekateri drugi podatki. Posebno natančno so izrisane podrobnosti ogrodja in vrhnjega dela. Risbe so dovršene reprodukcije, pravi »portreti ladij«, ki jih strokovnjaki zaradi dokumentarne vrednosti zelo cenijo, saj so mnoge izginile in so risbe edini ohranjeni dokaz. Vseh trideset zvezkov hrani Naravoslovni muzej v Trstu.
Iz mladosti so ohranjena njegova olja na platnu s parniki iz katerih se vali črn dim in jadrnice z velikimi belimi jadri, kot tudi risbe s pasteli in z ogljem. Tudi kasneje je kot glavni motiv na oljne slike risal ladje v vsej stvarni resničnosti, slikal pa je tudi morsko obalo z mesti in pristanišči in se izkazal kot največji mojster marin. Prvo razstavo svojih olj je pripravil 1912 na Dunaju, do leta 1949 se udeležil še več razstav na katerih je prejel tudi nekaj priznanj in nagrad. V času fašizma so ga italijanske oblasti silile, da spremeni priimek. Tem pritiskom se ni vdal, češ da je dobro znan slikar marin Klodič, ne pa neki Lodi v kar so ga hoteli preimenovati. Žena Gemma Gruden iz Dalmacije ni govorila slovensko, in otroka Egon in Mieta se nista naučila slovensko.  Pavel Klodič je v družini bil poznan kot Paul.